# Lijst van vlaggen van Noord-Amerika
Dit artikel geeft een overzicht van internationale en nationale vlaggen in Noord-Amerika.

## Vlaggen van internationale organisaties

Vlag van de ACS-staten
Vlag van de Caricom
Vlag van de National Aeronautics and Space Administration
Vlag van de Noord-Atlantische Verdragsorganisatie
Vlag van de Noordse Raad
Vlag van de Noord-Amerikaanse Vrijhandelsovereenkomst
Vlag van de Organisatie van Amerikaanse Staten
Vlag van de Organisatie voor Veiligheid en Samenwerking in Europa
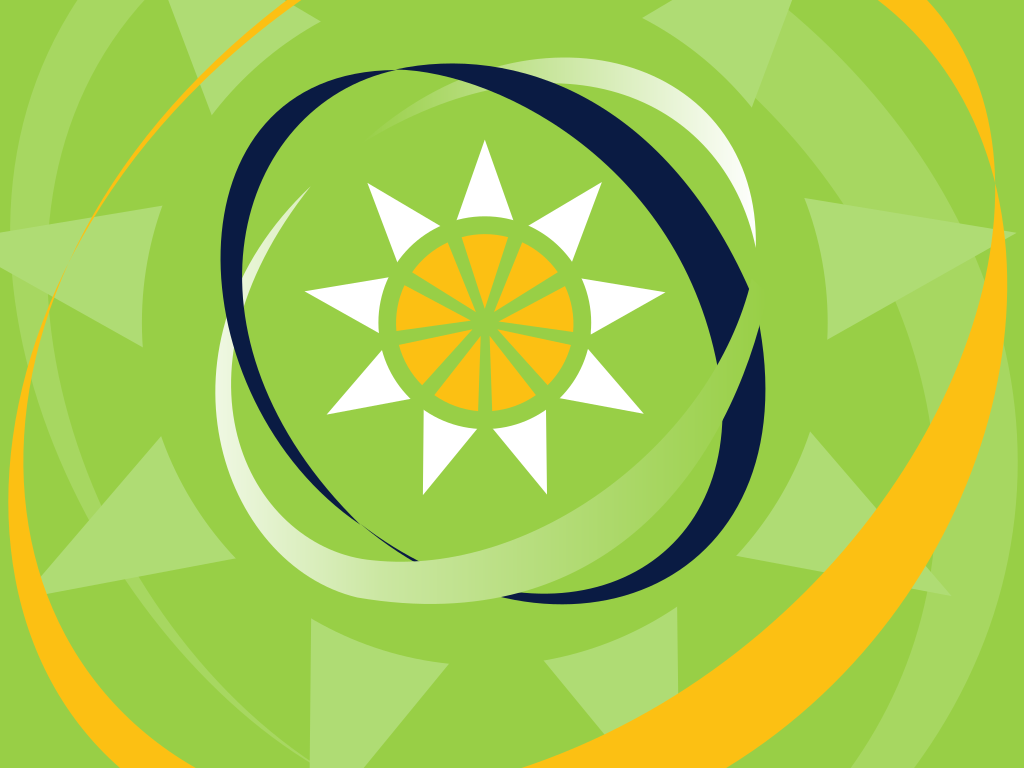
Vlag van de Organisatie van Oost-Caribische Staten

## Vlaggen van staten en afhankelijke gebieden

### Vlaggen van staten
| Kaart | Land                           | Vlag | Artikel over de vlag                    | Ratio   | Ingebruikname     |
| ----- | ------------------------------ | ---- | --------------------------------------- | ------- | ----------------- |
|       | Antigua en Barbuda             |      | Vlag van Antigua en Barbuda             | 2:3     | 27 februari 1967  |
|       | Bahama's                       |      | Vlag van de Bahama's                    | 1:2     | 10 juli 1973      |
|       | Barbados                       |      | Vlag van Barbados                       | 2:3     | 30 november 1966  |
|       | Belize                         |      | Vlag van Belize                         | 2:3     | 21 september 1981 |
|       | Canada                         |      | Vlag van Canada                         | 1:2     | 15 februari 1965  |
|       | Costa Rica                     |      | Vlag van Costa Rica                     | 3:5     | 27 november 1906  |
|       | Cuba                           |      | Vlag van Cuba                           | 1:2     | 20 mei 1902       |
|       | Dominica                       |      | Vlag van Dominica                       | 1:2     | 3 november 1990   |
|       | Dominicaanse Republiek         |      | Vlag van de Dominicaanse Republiek      | 2:3     | 14 september 1863 |
|       | El Salvador                    |      | Vlag van El Salvador                    | 335:189 | 27 september 1972 |
|       | Grenada                        |      | Vlag van Grenada                        | 3:5     | 7 februari 1974   |
|       | Guatemala                      |      | Vlag van Guatemala                      | 5:8     | 17 augustus 1871  |
|       | Haïti                          |      | Vlag van Haïti                          | 3:5     | 25 februari 1986  |
|       | Honduras                       |      | Vlag van Honduras                       | 1:2     | 26 januari 2022   |
|       | Jamaica                        |      | Vlag van Jamaica                        | 1:2     | 6 augustus 1962   |
|       | Mexico                         |      | Vlag van Mexico                         | 4:7     | 16 september 1968 |
|       | Nicaragua                      |      | Vlag van Nicaragua                      | 3:5     | 4 september 1908  |
|       | Panama                         |      | Vlag van Panama                         | 2:3     | 3 november 1903   |
|       | Saint Kitts en Nevis           |      | Vlag van Saint Kitts en Nevis           | 2:3     | 19 september 1983 |
|       | Saint Lucia                    |      | Vlag van Saint Lucia                    | 1:2     | 1 maart 1967      |
|       | Saint Vincent en de Grenadines |      | Vlag van Saint Vincent en de Grenadines | 7:11    | 21 oktober 1985   |
|       | Trinidad en Tobago             |      | Vlag van Trinidad en Tobago             | 3:5     | 31 augustus 1962  |
|       | Verenigde Staten               |      | Vlag van de Verenigde Staten            | 10:19   | 4 juli 1960       |

### Vlaggen van afhankelijke gebieden
| Kaart | Land                                           | Vlag | Artikel over de vlag                    | Ratio | Ingebruikname       |
| ----- | ---------------------------------------------- | ---- | --------------------------------------- | ----- | ------------------- |
|       | Amerikaanse Maagdeneilanden (Verenigde Staten) |      | Vlag van de Amerikaanse Maagdeneilanden | 2:3   | 17 mei 1921         |
|       | Anguilla (Verenigd Koninkrijk)                 |      | Vlag van Anguilla                       | 1:2   | 29 november 1990    |
|       | Aruba (Nederland)                              |      | Vlag van Aruba                          | 2:3   | 18 maart 1976       |
|       | Bermuda (Verenigd Koninkrijk)                  |      | Vlag van Bermuda                        | 1:2   | 4 oktober 1910      |
|       | Bonaire (Nederland)                            |      | Vlag van Bonaire                        | 2:3   | 11 december 1981    |
|       | Britse Maagdeneilanden (Verenigd Koninkrijk)   |      | Vlag van de Britse Maagdeneilanden      | 1:2   | 5 november 1960     |
|       | Curaçao (Nederland)                            |      | Vlag van Curaçao                        | 2:3   | 2 juli 1984         |
|       | Groenland (Denemarken)                         |      | Vlag van Groenland                      | 2:3   | 21 juni 1985        |
|       | Guadeloupe (Frankrijk)                         |      | Vlag van Guadeloupe                     | 2:3   | 15 februari 1794    |
|       | Kaaimaneilanden (Verenigd Koninkrijk)          |      | Vlag van de Kaaimaneilanden             | 1:2   | 1959                |
|       | Martinique (Frankrijk)                         |      | Vlag van Martinique                     | 2:3   | 2 februari 2023     |
|       | Montserrat (Verenigd Koninkrijk)               |      | Vlag van Montserrat                     | 1:2   | 10 april 1909       |
|       | Navassa (Verenigde Staten)                     |      |                                         |       | Geen officiële vlag |
|       | Puerto Rico (Verenigde Staten)                 |      | Vlag van Puerto Rico                    | 2:3   | 1885                |
|       | Saba (Nederland)                               |      | Vlag van Saba                           | 2:3   | 6 december 1985     |
|       | Saint-Barthélemy (Frankrijk)                   |      | Vlag van Saint-Barthélemy               | 2:3   | Niet officieel      |
|       | Saint-Pierre en Miquelon (Frankrijk)           |      | Vlag van Saint-Pierre en Miquelon       | 2:3   | Niet officieel      |
|       | Sint Eustatius (Nederland)                     |      | Vlag van Sint Eustatius                 | 2:3   | 29 juli 2004        |
|       | Sint Maarten (Nederland)                       |      | Vlag van Sint Maarten                   | 2:3   | 13 juni 1985        |
|       | Sint-Maarten (Frankrijk)                       |      | Vlag van Sint-Maarten (Franse Antillen) | 2:3   | 15 februari 1794    |
|       | Turks- en Caicoseilanden (Verenigd Koninkrijk) |      | Vlag van de Turks- en Caicoseilanden    | 1:2   | 7 november 1968     |

## Vlaggen van historische staten
- Anguilla - zie het artikel: Vlag van Anguilla
- Azteken - zie het artikel: Vlag van de Azteken
- Britse Benedenwindse Eilanden - zie het artikel: Vlag van de Britse Benedenwindse Eilanden
- Britse Bovenwindse Eilanden - zie het artikel: Vlag van de Britse Bovenwindse Eilanden
- Republiek Californië - zie het artikel: Vlag van Californië
- Republiek van Centraal-Amerika - zie het artikel: Vlag van de Verenigde Staten van Centraal-Amerika
- Centraal-Amerikaanse Federatie - zie het artikel: Vlag van de Verenigde Staten van Centraal-Amerika
- Chan Santa Cruz - zie het artikel: Vlag van Chan Santa Cruz
- Confederatie van Peru en Bolivia - zie het artikel: Vlag van Peru
- Federale Republiek van Centraal-Amerika - zie het artikel: Vlag van de Verenigde Staten van Centraal-Amerika
- Geconfedereerde Staten van Amerika - zie het artikel: Vlag van de Geconfedereerde Staten van Amerika
- Los Altos - zie het artikel: Vlag van Los Altos
- Eerste Mexicaanse Keizerrijk - zie het artikel: Vlag van Mexico (land)
- Tweede Mexicaanse Keizerrijk - zie het artikel: Vlag van Mexico (land)
- Miskitokust - zie het artikel: Vlag van de Miskitokust
- Nederlandse Antillen - zie het artikel: Vlag van de Nederlandse Antillen
- Republiek van de Río Grande - zie het artikel: Vlag van de Republiek van de Rio Grande
- Saint Christopher, Nevis en Anguilla - zie het artikel: Vlag van Saint Christopher, Nevis en Anguilla
- Republiek Sonora - zie het artikel: Vlag van Sonora
- Republiek Texas - zie het artikel: Vlag van Texas
- Verenigde Staten van Centraal-Amerika - zie het artikel: Vlag van de Verenigde Staten van Centraal-Amerika
- Republiek Vermont - zie het artikel: Vlag van Vermont
- Republiek West-Florida - zie het artikel: Vlag van de Republiek West-Florida
- West-Indische Federatie - zie het artikel: Vlag van de West-Indische Federatie
- Republiek Yucatán - zie het artikel: Vlag van de Republiek Yucatán

## Vlaggen van gebieden met separatistische of irredentistische bewegingen

Vlag van Alaska
Vlag van de Amerikaanse Maagdeneilanden
Vlag van Brits-West-Indië
Vlag van de Franse Antillen
Vlag van Groenland
Vlag van de Republiek Lakota
Vlag van de Nederlandse Antillen
Vlag van Nevis
Vlag van Puerto Rico
Vlag van Québec
Vlag van Texas
Vlag van Vermont

## Vlaggen van hoofdsteden

Vlag van Saint John's (Antigua en Barbuda)
Vlag van Nassau (Bahama's)
Vlag van Bridgetown (Barbados)
Vlag van Belmopan (Belize)
Vlag van Ottawa (Canada)
Vlag van San José (Costa Rica)
Vlag van Havana (Cuba)
Vlag van Roseau (Dominica)
Vlag van Santo Domingo (Dominicaanse Republiek)
Vlag van San Salvador (El Salvador)
Vlag van Saint George's (Grenada)
Vlag van Guatemala-Stad (Guatemala)
Vlag van Port-au-Prince (Haïti)
Vlag van Tegucigalpa (Honduras)
Vlag van Kingston (Jamaica)
Vlag van Mexico-Stad (Mexico)
Vlag van Managua (Nicaragua)
Vlag van Panama-Stad (Panama)
Vlag van Basseterre (Saint Kitts en Nevis)
Vlag van Castries (Saint Lucia)
Vlag van Kingstown (Saint Vincent en de Grenadines)
Vlag van Port of Spain (Trinidad en Tobago)
Vlag van Washington D.C. (Verenigde Staten)

## Vlaggenlijsten per land
| Land                           | Lijst                                                | Deelgebieden                                                          | Gemeenten                                                          |
| ------------------------------ | ---------------------------------------------------- | --------------------------------------------------------------------- | ------------------------------------------------------------------ |
| Antigua en Barbuda             | Lijst van vlaggen van Antigua en Barbuda             | Lijst van vlaggen van deelgebieden van Antigua en Barbuda             | Lijst van vlaggen van gemeenten van Antigua en Barbuda             |
| Bahama's                       | Lijst van vlaggen van de Bahama's                    | Lijst van vlaggen van Bahamaanse deelgebieden                         | Lijst van vlaggen van Bahamaanse gemeenten                         |
| Barbados                       | Lijst van vlaggen van Barbados                       | Lijst van vlaggen van Barbadiaanse deelgebieden                       | Lijst van vlaggen van Barbadiaanse gemeenten                       |
| Belize                         | Lijst van vlaggen van Belize                         | Lijst van vlaggen van Belizaanse deelgebieden                         | Lijst van vlaggen van Belizaanse gemeenten                         |
| Canada                         | Lijst van vlaggen van Canada                         | Lijst van vlaggen van Canadese deelgebieden                           | Lijst van vlaggen van Canadese gemeenten                           |
| Costa Rica                     | Lijst van vlaggen van Costa Rica                     | Lijst van vlaggen van Costa Ricaanse deelgebieden                     | Lijst van vlaggen van Costa Ricaanse gemeenten                     |
| Cuba                           | Lijst van vlaggen van Cuba                           | Lijst van vlaggen van Cubaanse deelgebieden                           | Lijst van vlaggen van Cubaanse gemeenten                           |
| Dominica                       | Lijst van vlaggen van Dominica                       | Lijst van vlaggen van deelgebieden van Dominica                       | Lijst van vlaggen van gemeenten van Dominica                       |
| Dominicaanse Republiek         | Lijst van vlaggen van de Dominicaanse Republiek      | Lijst van vlaggen van Dominicaanse deelgebieden                       | Lijst van vlaggen van Dominicaanse gemeenten                       |
| El Salvador                    | Lijst van vlaggen van El Salvador                    | Lijst van vlaggen van Salvadoraanse deelgebieden                      | Lijst van vlaggen van Salvadoraanse gemeenten                      |
| Grenada                        | Lijst van vlaggen van Grenada                        | Lijst van vlaggen van Grenadiaanse deelgebieden                       | Lijst van vlaggen van Grenadiaanse gemeenten                       |
| Guatemala                      | Lijst van vlaggen van Guatemala                      | Lijst van vlaggen van Guatemalteekse deelgebieden                     | Lijst van vlaggen van Guatemalteekse gemeenten                     |
| Haïti                          | Lijst van vlaggen van Haïti                          | Lijst van vlaggen van Haïtiaanse deelgebieden                         | Lijst van vlaggen van Haïtiaanse gemeenten                         |
| Honduras                       | Lijst van vlaggen van Honduras                       | Lijst van vlaggen van Hondurese deelgebieden                          | Lijst van vlaggen van Hondurese gemeenten                          |
| Jamaica                        | Lijst van vlaggen van Jamaica                        | Lijst van vlaggen van Jamaicaanse deelgebieden                        | Lijst van vlaggen van Jamaicaanse gemeenten                        |
| Mexico                         | Lijst van vlaggen van Mexico                         | Lijst van vlaggen van Mexicaanse deelgebieden                         | Lijst van vlaggen van Mexicaanse gemeenten                         |
| Nicaragua                      | Lijst van vlaggen van Nicaragua                      | Lijst van vlaggen van Nicaraguaanse deelgebieden                      | Lijst van vlaggen van Nicaraguaanse gemeenten                      |
| Panama                         | Lijst van vlaggen van Panama                         | Lijst van vlaggen van Panamese deelgebieden                           | Lijst van vlaggen van Panamese gemeenten                           |
| Saint Kitts en Nevis           | Lijst van vlaggen van Saint Kitts en Nevis           | Lijst van vlaggen van deelgebieden van Saint Kitts en Nevis           | Lijst van vlaggen van gemeenten van Saint Kitts en Nevis           |
| Saint Lucia                    | Lijst van vlaggen van Saint Lucia                    | Lijst van vlaggen van Saint Luciaanse deelgebieden                    | Lijst van vlaggen van Saint Luciaanse gemeenten                    |
| Saint Vincent en de Grenadines | Lijst van vlaggen van Saint Vincent en de Grenadines | Lijst van vlaggen van deelgebieden van Saint Vincent en de Grenadines | Lijst van vlaggen van gemeenten van Saint Vincent en de Grenadines |
| Trinidad en Tobago             | Lijst van vlaggen van Trinidad en Tobago             | Lijst van vlaggen van deelgebieden van Trinidad en Tobago             | Lijst van vlaggen van gemeenten van Trinidad en Tobago             |
| Verenigde Staten               | Lijst van vlaggen van de Verenigde Staten            | Lijst van vlaggen van Amerikaanse deelgebieden                        | Lijst van vlaggen van Amerikaanse gemeenten                        |

Lijst van vlaggen van Noord-Amerika
Antigua en Barbuda · Bahama's · Barbados · Belize · Canada · Costa Rica · Cuba · Dominica · Dominicaanse Republiek · El Salvador · Grenada · Guatemala · Haïti · Honduras · Jamaica · Mexico · Nicaragua · Panama · Saint Kitts en Nevis · Saint Lucia · Saint Vincent en de Grenadines · Trinidad en Tobago · Verenigde Staten
Afhankelijke gebieden

Amerikaanse Maagdeneilanden · Anguilla · Aruba · Bermuda · Britse Maagdeneilanden · Curaçao · Groenland · Guadeloupe · Kaaimaneilanden · Martinique · Montserrat · Navassa · Puerto Rico · Saint-Barthélemy · Saint-Pierre en Miquelon · Sint Maarten · Sint-Maarten · Turks- en Caicoseilanden